# Astraea (gastrópode)
Astraea é um gênero de moluscos gastrópodes marinhos da família Turbinidae, proposto por Röding em 1798. Outrora composto por diversos taxa espalhados pelos oceanos, classificados nos séculos XVIII, XIX e XX, atualmente este gênero compreende apenas três espécies, todas nativas da Nova Zelândia, sendo que apenas Astraea heliotropium (Martyn, 1784), a espécie-tipo, não é fóssil. Este gênero, e sua única espécie extante, já estiveram denominados como Canthorbis (Swainson, 1840) e Imperator (Montfort, 1810).

## Espécies
- Astraea bicarinata Suter, 1917 (do Cenozoico, †)[2]
- Astraea heliotropium (Martyn, 1784)
- Astraea stirps Laws, 1932 (do Cenozoico, †)[2]